# Aritz Aduriz
Aritz Aduriz Zubeldia (* 11. Februar 1981 in Donostia-San Sebastián) ist ein ehemaliger spanischer Fußballspieler.

## Spielerkarriere

### Verein
Aduriz stieß mit 19 Jahren zum Team der zweiten Mannschaft von Athletic Bilbao, nachdem der in Donostia-San Sebastián geborene Stürmer zuvor bei einigen kleineren Klubs in der Jugend gespielt hatte, darunter auch bei Antiguoko, dem Farmteam von Real Sociedad. Nach drei Jahren als Stammspieler wurde er an den Segunda-División-B-Konkurrent FC Burgos verliehen. Mit 16 Saisontoren machte er auf sich aufmerksam. Zur Saison 2004/05 zeigte daraufhin Real Valladolid, das gerade nach 13 Jahren Erstligazugehörigkeit wieder in die Segunda División abgestiegen war, Interesse an einem Leihgeschäft. Dies sollte sich schnell auszahlen: In den folgenden 18 Monaten schoss Aduriz für Valladolid in 46 Spielen 20 Tore.
Dies nahm sein Stammverein Athletic zur Kenntnis und so holte man ihn Anfang 2006 zurück. Daraufhin war er aus der Startelf nicht mehr wegzudenken und der erfolgreichste Torjäger der Basken in dieser Zeit. Am 19. Mai 2007 schoss er bei einer 3:4-Niederlage gegen Real Saragossa alle drei Tore seines Teams.
Im Sommer 2008 wechselte Aduriz zum Ligarivalen RCD Mallorca.
Zur Saison 2010/11 wechselte er für eine Ablösesumme in Höhe von vier Millionen Euro zum FC Valencia. Er unterschrieb einen Dreijahresvertrag. In seinem ersten Jahr schoss Aduriz in 29 Spielen zehn Tore. Nach der Verpflichtung von Jonas im Januar 2011 und auf Grund der Tatsache, dass Trainer Unai Emery meist nur mit einer echten Spitze spielen ließ und diese Position Roberto Soldado anvertraute, fand sich Aduriz in der Folge immer häufiger auf der Ersatzbank wieder.
Zur Saison 2012/13 kehrte Aduriz zu Athletic Bilbao zurück.
Am 3. November 2016, erzielte er in einem Heimspiel in der Gruppenphase der UEFA Europa League alle Tore seiner Mannschaft (einschließlich dreier Elfmeter) beim 5:3-Sieg gegen den gegen KRC Genk. Er ist der erste Spieler mit 5 Treffern in einem Europa-League-Spiel.
Am 20. Mai 2020 verkündete Aduriz aufgrund einer schwerwiegenden Hüftverletzung sein Karriereende.

### Nationalmannschaft
Sein Debüt im Team der Nationalmannschaft Spaniens gab Aritz Aduriz am 8. Oktober 2010 gegen Litauen. Sein erstes Länderspieltor erzielte er in einem Freundschaftsspiel gegen Italien zum 1:1 Endstand am 24. März 2016.
Für die Europameisterschaft 2016 in Frankreich wurde er von Vicente del Bosque in das Aufgebot Spaniens aufgenommen. Dreimal kam er im Turnier als Einwechselspieler zum Einsatz. Im Achtelfinale gegen Italien kam er bereits zur Halbzeit in die Partie, musste dann aber in der Schlussphase verletzt wieder ausgewechselt werden. Das Spiel wurde verloren und Spanien schied aus.
Am 8. Oktober 2006 gab er für die Baskische Fußballauswahl sein Debüt beim 2:2 gegen die Katalanische Fußballauswahl. Für die Auswahl aus dem Baskenland hat er 12 Tore in Freundschaftsspielen geschossen. Damit ist er der Rekordtorschütze der Mannschaft.

## Erfolge und Auszeichnungen
- Copa del Rey: Finalist 2014/15
- Supercopa de España: 2015
- Zarra-Trophäe: 2014/15, 2015/16
- Torschützenkönig der UEFA Europa League: 2015/16,  2017/18
- Spieler des Monats der Primera División (2): März 2016 und Januar 2018